# Dr. Dani Santino – Spiel des Lebens
Dr. Dani Santino – Spiel des Lebens (Originaltitel: Necessary Roughness) ist eine US-amerikanische Dramedy-Fernsehserie mit Callie Thorne und Marc Blucas in den Hauptrollen, konzipiert von Elizabeth Kruger und Craig Shapiro. Sie wurde zwischen 2011 und 2013 von Universal Cable Productions in Zusammenarbeit mit Sony Pictures Television für den US-Kabelsender USA Network produziert und basiert auf einer wahren Geschichte. Erstmals wurde sie am 29. Juni 2011 vom US-amerikanischen Sender USA Network ausgestrahlt.
Im Mittelpunkt steht die allein erziehende Mutter Dani Santino, die nach ihrer Scheidung wieder eine Stellung als Psychologin sucht. Ein Footballteam der Profiliga engagiert sie für die psychologische Betreuung der Spieler, die nicht immer einfache Patienten sind. So steht sie bald zwischen den unterschiedlichen Herausforderungen ihres beruflichen und privaten Lebens.

## Handlung
Das idyllisch erscheinende Leben der Mutter und Ehefrau Dani Santino ist auf einmal vorbei, als sie ihren Mann bei einem Seitensprung ertappt. Durch die sofortige Trennung sieht sie sich gezwungen, für ihr Leben und das ihrer beiden Kinder allein aufzukommen und muss wieder ins Berufsleben zurückkehren. Als sie zufällig Matthew Donnally, den Trainer einer Footballmannschaft kennenlernt, vermittelt er der gelernten Psychologin eine Stelle als Therapeutin für seine Profispieler.
Ihre erste Herausforderung ist die Betreuung Receivers Terrence „T.K.“ King, dem plötzlich aus unerklärlichen Gründen immer wieder der Ball entgleitet. In der Sportlerwelt muss sie sich sehr schnell rauere Umgangsformen angewöhnen, doch schon bald kann sie sich durchsetzen und etwas bewirken. Als das Team wieder Siege erringt, gerät sie als Urheberin dieses Erfolgs in den Fokus der Öffentlichkeit. Bekannte Persönlichkeiten aus der Unterhaltungs- und Sportlerszene sind auf einmal an ihrer „Blitztherapie“ interessiert und erhoffen sich in kürzester Zeit, ihre persönlichen Probleme wieder in Griff zu bekommen.
Auch Zuhause muss sie sich als Mutter zweier Teenager neuen Herausforderungen stellen. Besonders ihre rebellische Tochter sucht bei jeder Gelegenheit die Konfrontation.

## Besetzung und Synchronisation
Für die deutsche Synchronisation wurde die Synchronfirma SDI Media Germany GmbH in Berlin beauftragt, Dialogregie führt Stephan Rabow, der zugleich an der Seite von Katharina Schneider für das Dialogbuch verantwortlich ist.
| Rollenname                  | Schauspieler/in       | Hauptrolle (Episoden) | Nebenrolle (Episoden)  | Synchronsprecher/in |
| --------------------------- | --------------------- | --------------------- | ---------------------- | ------------------- |
| Dr. Danielle „Dani“ Santino | Callie Thorne         | 1.01–3.10             |                        | Natascha Geisler    |
| Matthew Donnally            | Marc Blucas           | 1.01–3.01             |                        | Dennis Schmidt-Foß  |
| Nico Careles                | Scott Cohen           | 1.01–3.10             |                        | Thomas Nero Wolff   |
| Terrence „T.K.“ King        | Mehcad Brooks         | 1.01–3.10             |                        | Robin Kahnmeyer     |
| Lindsay Santino             | Hannah Marks          | 1.01–3.10             |                        | Jill Schulz         |
| Ray „Ray Jay“ Santino Jr.   | Patrick Johnson       | 1.01–2.16             |                        | Konrad Bösherz      |
| Paloma                      | Karissa Staples       | 3.01–3.10             |                        |                     |
| Connor McClane              | John Stamos           | 3.01–3.10             |                        |                     |
| Ray Santino                 | Craig Bierko          |                       | 1.01, 1.06             | Detlef Bierstedt    |
| Coach Purnell               | Gregory Alan Williams |                       | 1.01–2.16, 3.06–3.10   | Torsten Münchow     |
| Jeannette                   | Amanda Detmer         |                       | 1.01–2.10, 3.01        | Melanie Hinze       |
| Angela                      | Concetta Tomei        |                       | 1.01, 1.04, 1.11, 2.14 | Isabella Grothe     |
| Juliette Pittman            | Danielle Panabaker    |                       | 1.07–2.16              | Julia Kaufmann      |
| Rob Maroney                 | Rob Estes             |                       | 2.01–2.11              | Sven Hasper         |
| Damon Razor                 | Gaius Charles         |                       | 2.03–2.09              | Nicolás Artajo      |
| Noelle Sarris               | Michaela McManus      |                       | 2.08–2.16              | Ilona Brokowski     |

## Ausstrahlung
Vereinigte Staaten
In den USA startete die Serie am 29. Juni 2011 beim Kabelsender USA Network und wurde jeweils nach einer neuen Folge von Royal Pains ausgestrahlt. Die neunzigminütige Pilotfolge wurde von 4,67 Millionen Zuschauer verfolgt. Das erste Staffelfinale wurde am 14. September 2011 ausgestrahlt. Im Durchschnitt lagen die Einschaltquoten der ersten Staffel zwischen 3,71 und 4,67 Millionen US-Amerikanern. Daraus resultierte die am 15. September 2011 bekannt gegebene Verlängerung um eine zweite Staffel mit 16 Episoden. Die Ausstrahlung dieser zweiten Staffel erfolgte ab dem 6. Juni 2012. Am 27. November 2012 verlängerte USA Network die Serie um eine dritte Staffel mit zehn Episoden, die vom 12. Juni bis zum 21. August 2013 ausgestrahlt wurden. Im November 2013 gab USA Network die Einstellung der Serie nach drei Staffeln bekannt.
Deutschland
Für Deutschland hatte sich die ProSiebenSat.1 Media die Rechte gesichert, wo mit der Ausstrahlung der ersten Staffel am 20. Januar 2012 beim Free-TV-Sender sixx begonnen und am 30. März 2012 beendet wurde. Dabei wurde sie mit durchschnittlich 50.000 Zuschauer (0,4 Prozent) der werberelevanten Zielgruppe und 70.000 Zuschauer (0,2 Prozent) des Gesamtpublikums nicht unbedingt zu einem Erfolg für den Sender. Die Erstausstrahlung der zweiten Staffel erfolgte vom 28. Mai bis zum 16. Juli 2013 beim Bezahlfernsehsender FOX. Die dritte Staffel wurde vom 7. Januar bis zum 11. März 2014 auf FOX gesendet.
Schweiz
In der Schweiz beginnt SRF zwei mit der Ausstrahlung der ersten Staffel am 1. Oktober 2012. Der Sender strahlt die Folgen im Zweikanalton auf Deutsch und Englisch aus.

## Preise und Nominierungen
Die Hauptdarstellerin Callie Thorne wurde bei den Golden Globe Awards 2012 in der Kategorie Beste Serienhauptdarstellerin – Drama nominiert.